# Kumtag-Wüste (Turpan)
Die Kumtag-Wüste (chinesisch 库木塔格沙漠, Pinyin Kù mǔ tǎ gé shāmò) im Bezirk Turpan in der chinesischen Provinz Xinjiang ist ein Dünenfeld in der Turpan-Hami-Senke zwischen den östlichen Ausläufern des Tian-Shan-Gebirges. Die 2500 km² große, vegetationslose Sandwüste gehört zu den Landschaften mit den höchsten Oberflächentemperaturen der Erde.

## Geographie

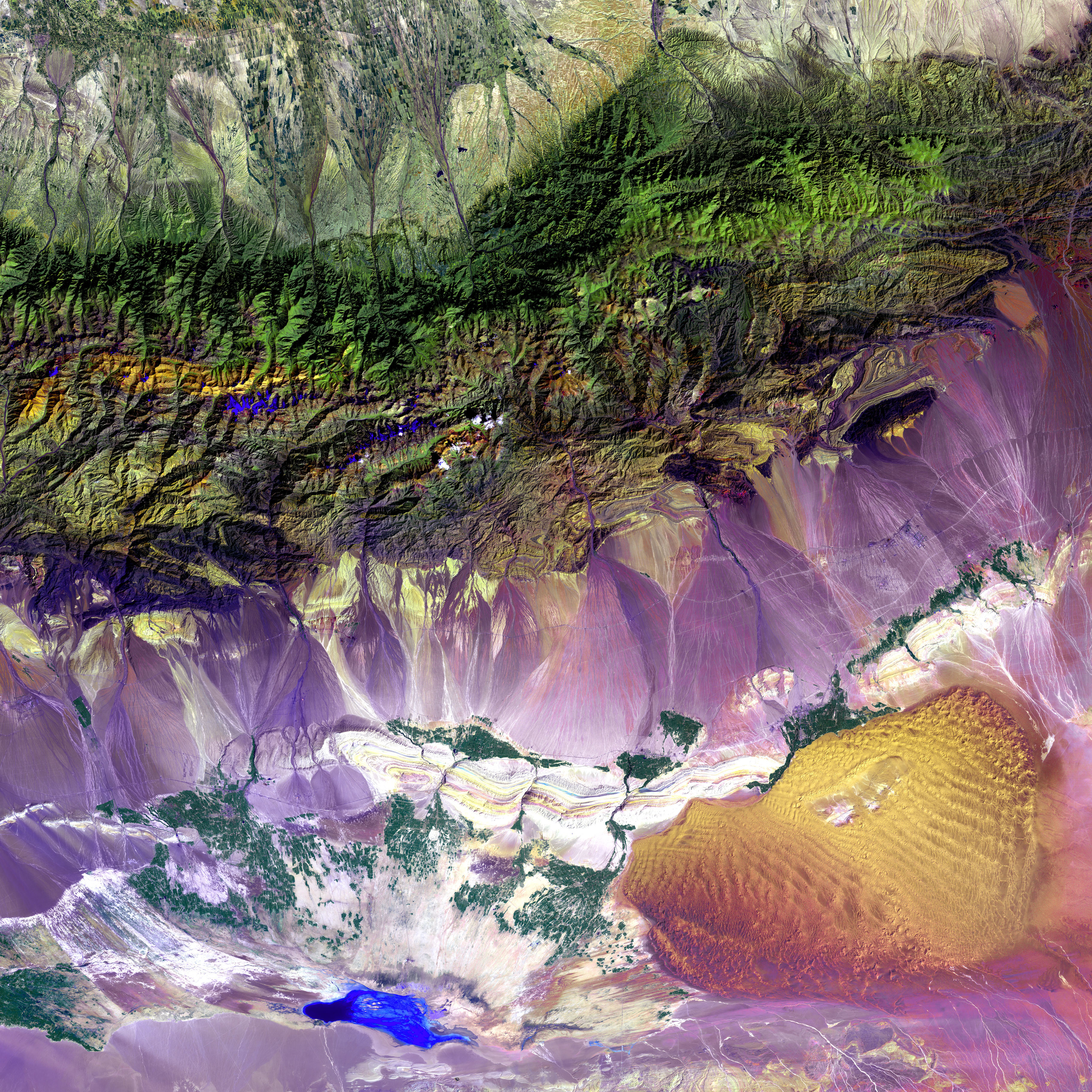
Turpan-Senke und Bogda-Shan-Gebirge (Satellitenbild von 2004). Die Turpan Kumtag ist der ausgedehnte gelb- und rotbraune, wellige Bereich im rechten unteren Bildviertel. Links davon liegt das Turpan-Becken, rechts davon das Hami-Becken. Die obere Bildhälfte zeigt das Bogda-Shan-Gebirge (bis zu 5570 m hoch). Die Flammenden Berge aus Sandstein durchziehen mit ihren charakteristischen Farbstreifen die Bildmitte von links nach rechts und grenzen an die Turpan Kumtag. Die grünen Flecken rund um die Flammenden Berge sind die Oasen der Turpan-Senke. Im grünen Bereich der oben an die Turpan Kumtag angrenzt befindet sich die Stadt Shanshan. Der blaue Fleck am unteren Bildrand ist der Aydingkol-See, der zum Zeitpunkt der Aufnahme wohl mit Wasser gefüllt war.

Die Kumtag-Wüste im Bezirk Turpan, der Provinz Xinjiang im Nordwesten Chinas ist eine Sandwüste. Die uigurische Bezeichnung „kumtag“ oder „kum tagh“ bedeutet wörtlich übersetzt „Sandberg“. Sie ist ein rund 2500 km² umfassendes, zusammenhängendes Dünenfeld inmitten einer tiefen intermontanen Senke zwischen den Ausläufern des östlichen Tianshan. Im Norden grenzt sie unmittelbar an die Oasenstadt Shanshan sowie an die Flammenden Berge und Salz-Berge. Die Dünen erheben sich auf bis zu 600 m über dem Meer und trennen so das Turpan-Becken im Westen, das bis auf 154 m unter dem Meeresspiegel abfällt, vom Hami-Becken im Osten, das an seiner tiefsten Stelle 150 m über dem Meer erreicht. Im Süden wird die Kumtag durch den Gebirgszug des Chöl Tagh begrenzt.

## Klima
In der Kumtag-Wüste herrscht in ein gemäßigtes, arides Wüstenklima, das heißt, es ist trocken, heiß und windig. Die mittleren Jahresniederschlagshöhen für Regen betragen zwischen 20 und 50 mm bei durchschnittlich 19 Regentagen, hauptsächlich von Juni bis August. Die potenzielle Evaporation erreicht das 200-fache des Niederschlageintrags.
Starke Westwinde haben im Laufe der Zeit den Sand in die Kumtag geweht. Die höchsten gemessenen Windgeschwindigkeiten in der Region betragen mehr als 40 m/s (1978).
Die Bodenoberflächentemperaturen gehören zu den höchsten der Erde. Zwischen den Dünen ist es windstiller, und wo der Sand eine etwas dunklere Farbe hat, erreichen die Temperaturen Rekordwerte. In den 1970er Jahren wurde eine Bodentemperatur von 82,3 °C festgestellt. Bei einer großflächigen Temperaturbestimmung per Satelliten wurde 2008 im Sand der Kumtag eine Oberflächentemperatur von 66,8 °C festgestellt.

## Kumtag Wüstenpark
Durch die Nähe zur Stadt Shanshan und der damit verbundenen guten Erreichbarkeit wurde die Wüstenlandschaft zu einer der wichtigsten touristischen Attraktionen in Turpan. Unter den 17 von der Turpan-Vermarktungsgesellschaft als touristisch wichtig angesehenen Landschaften nimmt sie den zweiten Platz ein. Ein 1880 km² großer Bereich wurde zu einem Nationalpark erklärt. In Stadtnähe wurde der Kumtag-Wüstenpark (chinesisch 库木塔格沙漠公园, Pinyin kù mù tǎ gé shāmò gōngyuán) bzw. die Kumtag-Wüstenlandschaft (chinesisch 库姆塔格沙漠景区, Pinyin Kù mǔ tǎ gé shāmò jǐngqū) durch Wege und Anlagen für den Tourismus erschlossen.

## Name
Die Kumtag-Wüste in Turpan ist eine von zwei gleichnamigen Sandwüsten in der Provinz Xinjiang, was zu Verwechslungen führt. Die Namensschwester (Kumtag-Wüste (Dunhuang)) befindet sich östlich von Lop Nor und reicht bis zur Stadt Dunhuang in der Provinz Gansu.